# Вавау
Вавау е островна група в северната част на архипелага на остров Тонга в Тихия океан. Намира се на 240 км северно от главния остров Тонгапату. Общата площ е 119 км², а населението е 16 000 души. Състои се от един голям и 40 по-малки острова. Най-големият остров Вавау (който дава името на цялата верига) е около 90 км². Единственият му град е пристанището Неяфу. Едно от най-добрите в света места за каране ка каяк. Островите са обградени с риф и покрити с буш, с тесни протоци и защитени в лагуна с размери 22 на 24 км.